# Aleksiej Sorokin
Aleksiej Wasiljewicz Sorokin, ros. Алексей Васильевич Сорокин (ur. 30 marca 1931 w miejscowości Dobroje, obwód kurski, zm. 11 stycznia 1976 w Gwiezdnym Miasteczku) – radziecki podpułkownik służb medycznych, członek korpusu kosmonautów.
W 1951 w obwodzie kurskim ukończył szkołę podstawową, a później został słuchaczem Kurskiego Instytutu Medycyny. W czerwcu 1955, po skończonych studiach dostał powołanie do wojska. Naukę kontynuował w Saratowskim Instytucie Medycyny. Po zakończeniu nauki, pod koniec września 1957, Sorokin trafił do pułku lotniczego, gdzie służył w szpitalu wojskowym. Na początku 1962 został lekarzem batalionu. W maju 1963 został skierowany do Centrum Przygotowań Kosmonautów, gdzie był lekarzem-specjalistą. W kwietniu 1964 wziął udział w naborze kandydatów do lotu w kosmos na trzymiejscowym statku kosmicznym Woschod. Pomyślnie przeszedł badania w Centralnym Wojskowym Naukowo-Badawczym Szpitalu Lotnictwa (ЦВНИАГ) i otrzymał zezwolenie na udział w treningu specjalistycznym. 26 maja 1964 komisja prowadząca nabór wybrała kandydaturę Sorokina do dalszego szkolenia w charakterze lekarza w załodze statku Woschod. Od czerwca do września 1964 przygotowywał się do lotu razem z innymi kosmonautami a później, od lipca 1964, w załodze dublerów razem z Władimirem Komarowem i Konstantinem Fieoktistowem. Gdy trenujące załogi zamieniono miejscami Soroki ponownie trafił do ekipy dublerów ale tym razem z Borysem Wołynowem i Gieorgijem Katysem. 12 października 1964 w czasie startu statku kosmicznego Woschod Soroki był dublerem Borisa Jegorowa. Po zakończonej misji Woschoda 1 Sorokin powrócił do poprzedniej pracy. Zajmował się medycyną kosmiczną. Od 1969 kierował jednym z laboratoriów 1. Instytutu Naukowo-Badawczego Centrum Przygotowań Kosmonautów. Uczestniczył we wprowadzeniu do użytku pierwszej radzieckiej wirówki przeciążeniowej CF-7 (ЦФ-7) oraz w opracowywaniu nowych metodyk badań i treningów kosmonautów właśnie na takiej wirówce. Był współautorem kilku prac naukowych, z których część była niejawna.
Zmarł 11 stycznia 1976 w wyniku powikłań po ostrym obustronnym zapaleniu płuc. Pochowany został na cmentarzu Leoniach w obwodzie moskiewskim.